# Kostel svatého Jana Křtitele (Tatenice)
Kostel svatého Jana Křtitele je farní kostel v tatenické farnosti. Stojí na mírném návrší v centru Tatenic v okrese Ústí nad Orlicí, v těsné blízkosti tatenického zámku. Obklopuje jej funkční hřbitov. Kostel je chráněn jako kulturní památka.

## Historie
Kostel vznikl na místě původního dřevěného kostela. Výstavba proběhla v letech 1715–1723 na náklad Lichtenštejnů, kteří vlastnili i blízké panství Moravská Třebová. Autorství projektu je připisováno italskému architektovi Domenicu Martinellimu, který působil v lichtenštejnských službách.
Výmalbu kostela vytvořil v letech 1756-1757 malíř Juda Tadeáš Supper na náklad Václava Seidla z Krasíkova.

## Popis stavby
Kostel je jednolodní orientovaná stavba zakončená trojbokým presbytářem. Postaven byl ze smíšeného zdiva. Hlavní loď a presbytář jsou zaklenuty valenou klenbou s výsečemi. Při severní stěně je přistavěná sakristie s oratoří. V západním průčelí je vložena věž se dvěma schodišťovými přístavky zakončená cibulovitou bání s lucernou, krytá měděnými pláty. Těmi je krytý i osmiboký sanktusník na východní straně. Hlavní vstup je ze západu pískovcovým portálem s ostěním. Další dva vstupy jsou z jižní a severní strany. Vysoká okna jsou zaklenutá půlkruhově se zarámovanými šambránami na parapetní římse. V lodi je kruchta na třech arkádách.

## Interiér kostela
Zvenčí kostel vypadá poměrně stroze. Uvnitř je ale vyzdoben freskami od Judy Tadeáše Suppera z šedesátých let 18. století. Ty představují Navštívení Panny Marie, korunování Panny Marie, Narození Páně a oslavu Beránkovu. Největší cenností je oltář z dvacátých let 18. století. Uprostřed se nachází svatostánek se sochou Panny Marie Neposkvrněné. Vedle svatostánku jsou umístěny sochy klanějících se andělů, o něco dále pak nejpřednější apoštolové Petr a Pavel. Nad hlavním oltářem je pak umístěn Supperův obraz svatého Jana Křtitele. Kromě hlavního má kostel i dva oltáře boční. Prvním je oltář svatého Jana Nepomuckého s jeho sochou a sochami svatých Valentina a Blažeje ve výklencích. Druhý znázorňuje snímání Kristova těla z kříže a je inspirováno plátnem od vlámského malíře Van Dycka. Myšlenkově je spojen s malbou nad ním (ukládání Krista do hrobu). Po stranách jsou umístěny sochy Panny Marie Bolestné a svatého Josefa.

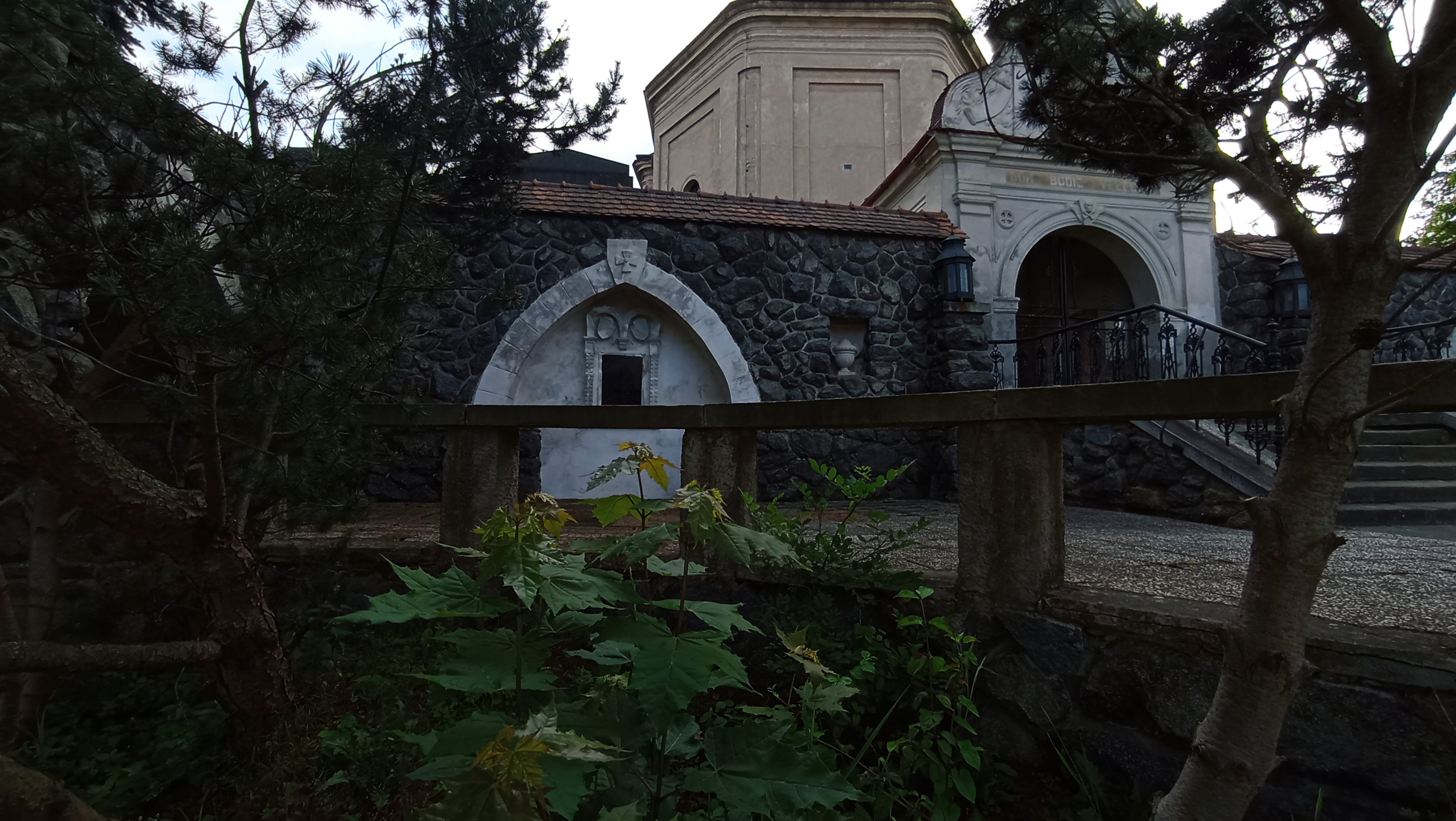
Předbraní s pomníkem

## Okolí kostela
Kostel je obklopen funkčním hřbitovem s ohradní zdí, do které jsou vloženy dvě barokní kaple. Jsou vloženy do jižní stěny. První je kaple Panny Marie Pomocné, ke které přiléhá přístavek kaple Olivetské hory. Vstupní brána do areálu je umístěna v západní části a po jejích stranách jsou umístěny sochy Panny Marie a svatého Jana Evangelisty. Druhá brána je ve východní části. V první polovině 20. století byl prostor před ní upraven a byl tady umístěn pomník padlým v první světové válce od architekta Oskara Czepy.